# كورت هيوغو شنايدر
كورت هيوغو شنايدر (بالإنجليزية: Kurt Hugo Schneider)‏ (ولد في 7 سبتمبر 1988) هو معدل فيديوهات، موسيقي، مغني و كاتب أغان أمريكي. أنتج فيديوهات موسيقية لعدة مغنيي يوتيوب، مثل سام تسوي.

## روابط خارجية
- كورت هيوغو شنايدر على موقع IMDb (الإنجليزية)
- كورت هيوغو شنايدر على موقع ميوزك برينز (الإنجليزية)
- كورت هيوغو شنايدر على موقع أول ميوزيك (الإنجليزية)
- كورت هيوغو شنايدر على موقع ديسكوغز (الإنجليزية)
- كورت هيوغو شنايدر على موقع قاعدة بيانات الفيلم (الإنجليزية)